# Luchthaven Rabil Internationaal
Luchthaven Rabil Internationaal (Portugees:Aeroporto da Boa Vista Rabil) (IATA:BVC, ICAO:GVBA) is een luchthaven in Kaapverdië gelegen op het eiland Boa Vista, ongeveer 5 kilometer ten zuidwesten van de hoofdstad van het eiland: Sal Rei. De luchthaven werd laat twintigste eeuw in gebruik genomen. Later werd de startbaan verhard. De luchthaven wilde beginnen (dit werd iets uitgesteld) met internationale routes in juli 2007 met een nieuwe startbaan, en maakt zichzelf daarmee de nieuwste internationale luchthaven van Kaapverdië.
Op 17 oktober 2007 maakte TACV een testvlucht tussen Luchthaven Amilcar Cabral Internationaal en deze luchthaven. Hierna kwam het met een officieel certificaat voor deze luchthaven en op 31 oktober 2007 was TACV de eerste luchtvaartmaatschappij die met een straalvliegtuig naar de luchthaven vloog (Boeing 757-200). De vlucht kwam vanaf Luchthaven Praia Internationaal. Die dag was een belangrijke dag voor Kaapverdië en voor Boa Vista, maar vooral de inwoners, want die waren erg blij dat ze een straalvliegtuig op hun eiland kregen. Op 19 december 2007 was er een andere speciale vlucht. Een Livingston Airlines Airbus A321 landde op de luchthaven na een vlucht uit Verona. De passagiers werden verwelkomd met een dansje.